# Manuel Prazeres
Manuel José Prazeres (ur. 1 grudnia 1927) – portugalski gimnastyk, uczestnik Igrzysk Olimpijskich w 1952 w Helsinkach. Na igrzyskach olimpijskich zajął 173. miejsce w wieloboju gimnastycznym. Najlepszym wynikiem w pojedynczej konkurencji była 113. lokata w ćwiczeniach na w koniu łękami.